# Un hombre llamado el diablo
Un hombre llamado el diablo es una película de drama y aventura mexicana de 1983, escrita y dirigida por Rafael Villaseñor Kuri y protagonizada por Vicente Fernández, Patricia Rivera y Tere Álvarez. La cinta fue filmada en locaciones de Cuautla, Morelos.

## Trama
Un hombre intenta cobrar venganza, pero antes posee a una joven que está a punto de casarse y queda embarazada.

## Reparto
- Vicente Fernández como Irineo Duran
- Patricia Rivera como Julia Rojas
- Miguel Ángel Rodríguez como Ramon
- Tere Álvarez como Sylveria
- Manuel Ojeda
- Enrique Lucero
- Antonio de Hud
- Raúl Meraz como  Nicanor Valencia
- Leonor Llausás
- Estela Inda
- Leopoldo Salazar como Polo Salazar
- Ignacio Retes
- Ada Carrasco
- Guillermo Lagunes
- Antonio Henaine
- José Luis Avendaño
- Arturo Benavides